# Les Deux Morceaux de bois écrits
Les Deux Morceaux de bois écrits est une péricope de l'Ancien Testament. Elle est issue du livre d'Ézéchiel. Elle relate l'importance de l'unité non seulement du peuple choisi, de l'Église actuelle mais aussi des vertus.

## Texte
Livre d'Ézéchiel, chapitre 37, versets 16 à 23:
« Et toi, fils de l'homme, prends une pièce de bois, et écris dessus: Pour Juda et pour les enfants d'Israël qui lui sont associés. Prends une autre pièce de bois, et écris dessus: Pour Joseph, bois d'Éphraïm et de toute la maison d'Israël qui lui est associée. Rapproche-les l'une et l'autre pour en former une seule pièce, en sorte qu'elles soient unies dans ta main. Et lorsque les enfants de ton peuple te diront: Ne nous expliqueras-tu pas ce que cela signifie? Réponds-leur: Ainsi parle le Seigneur, l'Éternel: Voici, je prendrai le bois de Joseph qui est dans la main d'Éphraïm, et les tribus d'Israël qui lui sont associées; je les joindrai au bois de Juda, et j'en formerai un seul bois, en sorte qu'ils ne soient qu'un dans ma main. Les bois sur lesquels tu écriras seront dans ta main, sous leurs yeux. Et tu leur diras: Ainsi parle le Seigneur, l'Éternel: Voici, je prendrai les enfants d'Israël du milieu des nations où ils sont allés, je les rassemblerai de toutes parts, et je les ramènerai dans leur pays. Je ferai d'eux une seule nation dans le pays, dans les montagnes d'Israël; ils auront tous un même roi, ils ne formeront plus deux nations, et ne seront plus divisés en deux royaumes. Ils ne se souilleront plus par leurs idoles, par leurs abominations, et par toutes leurs transgressions; je les retirerai de tous les lieux qu'ils ont habités et où ils ont péché, et je les purifierai; ils seront mon peuple, et je serai leur Dieu. »
Traduction par le Bible Louis Segond.

## Interprétation chrétienne
Dans l'Audience générale du 21 janvier 2009, qui avait pour thème l'unité des chrétiens, Benoît XVI évoque cette parabole. Il stipule bel et bien qu'il s'agissait déjà, un demi-millénaire avant Jésus, d'unité pour les peuples choisis par YHWH. Le souverain pontife met en avant l'importance d'arrêter le culte aux idoles, de purifier son cœur, de suivre les règles qui ne conduisent pas au péché afin d'entendre déjà les paroles du Christ qui lors de la Cène exhorte à unifier l'Église avec patience et persévérance.